# 巴爾市鎮
巴爾市鎮，是蒙特內哥羅的市镇之一，位於該國西南部的亞得里亞海沿岸，行政中心为巴爾，面積598平方公里，2023年人口为46,171人。